# Barbara Ince
Barbara Ince (* um 1925, verheiratete Barbara James) ist eine kanadische Badmintonspielerin.

## Karriere
Barbara Ince wurde 1947 erstmals kanadische Meisterin, wobei sie im Mixed mit Dick Birch erfolgreich war. 1952 gewann sie die Damendoppelkonkurrenz mit Joan Warren, 1953 noch einmal die Mixedkonkurrenz mit Birch.

## Sportliche Erfolge
| Saison | Veranstaltung                 | Disziplin   | Platz | Name                       |
| ------ | ----------------------------- | ----------- | ----- | -------------------------- |
| 1947   | Kanada: Einzelmeisterschaften | Mixed       | 1     | Dick Birch / Barbara Ince  |
| 1952   | Kanada: Einzelmeisterschaften | Damendoppel | 1     | Barbara Ince / Joan Warren |
| 1953   | Kanada: Einzelmeisterschaften | Mixed       | 1     | Dick Birch / Barbara Ince  |

## Referenzen
- badmintonquebec.com (Memento vom 25. April 2012 im Internet Archive)

| Personendaten    | Personendaten                 |
| ---------------- | ----------------------------- |
| NAME             | Ince, Barbara                 |
| ALTERNATIVNAMEN  | James, Barbara                |
| KURZBESCHREIBUNG | kanadische Badmintonspielerin |
| GEBURTSDATUM     | um 1925                       |